# 네푸드 사막

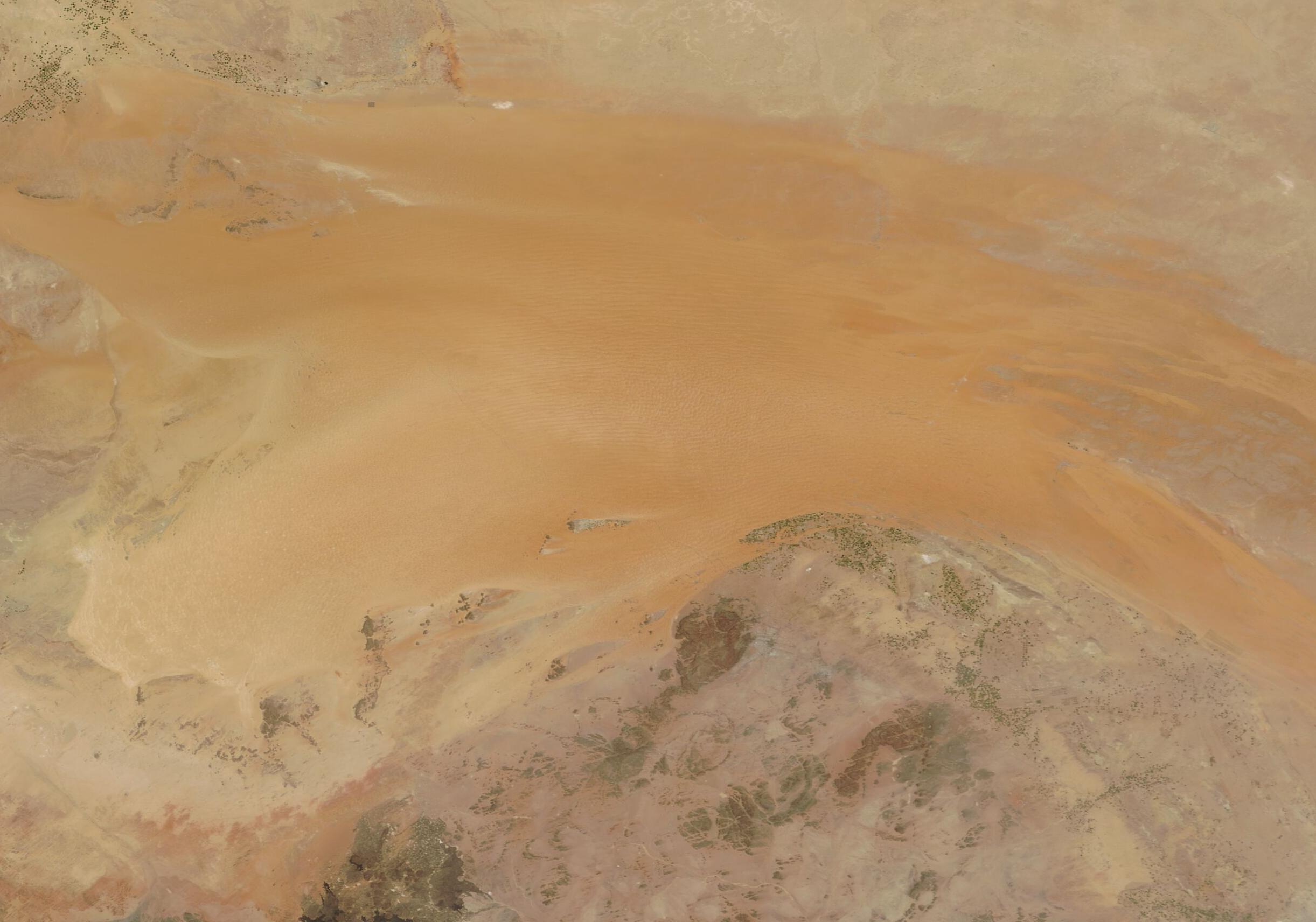
네푸드 사막 사진

네푸드 사막 또는 간단히 네푸드(아랍어: صحراء النفود ṣahrā' an-nafūd[*])는 아라비아반도 북부에 있는 사막으로, 북위 28° 18′ 동경 41° 00′ / 북위 28.30°  동경 41.00° 에 위치하며 거대한 타원형 분지를 차지한다. 길이는 290 킬로미터 (180 mi), 너비는 225 킬로미터 (140 mi)이며, 면적은 103,600 제곱킬로미터 (40,000 mi2)이다.
네푸드는 사우디아라비아 중북부에 위치한 에르그 사막 지역이다. 이곳은 갑작스러운 강력한 바람으로 유명하며, 이 바람으로 인해 거대한 초승달 모양의 사구가 형성된다. 네푸드의 모래는 벽돌색을 띤 붉은색이다. 비는 1년에 한두 번 내린다. 일부 저지대, 특히 헤자즈 산맥 근처의 지역에는 대추야자, 채소, 보리, 과일이 재배되는 오아시스가 있다. 네푸드는 다나라고 불리는 자갈 평원과 모래 언덕의 회랑으로 룹알할리 사막과 연결되어 있으며, 길이는 800 mi (1,287 km), 너비는 15 to 50 마일 (24.1 to 80.5 km)이다.
1917년 아랍 반란 중 아우다 이부 타이가 이끄는 군대가 방어력이 약한 동쪽 측면에서 튀르키예군이 점령한 해안 도시 아카바를 공격했다. 접근 경로는 네푸드 가장자리에 가까운 길고 넓은 사막 길을 통과했다. T. E. 로런스 대령은 아우다 이부 타이에게 그들의 그룹이 네푸드 안으로 코스를 벗어나도록 허락해 달라고 요청했다. 아우다는 불필요하다고 거절했다. 아라비아의 로렌스 영화에서 묘사된 것과는 달리 그들의 혹독한 횡단에는 네푸드 진입이 포함되지 않았다.
2016년 그리피스 대학교의 마티유 뒤발 박사가 안 나푸드에서 85,000년 된 인간 손가락 화석을 발견했는데, 이는 아프리카와 레반트 외부에서 발견된 현대 인류의 가장 오래된 증거를 제공했다.